# Municipio de New River
El municipio de New River (en inglés: New River Township) es un municipio ubicado en el  condado de Watauga en el estado estadounidense de Carolina del Norte. En el año 2010 tenía una población de 11.838 habitantes.

## Geografía
El municipio de New River se encuentra ubicado en las coordenadas 36°13′20.46″N 81°38′47.38″O / 36.2223500, -81.6464944.